# Bitches Brew
Pour les articles homonymes, voir Bitches et Brew.
Albums de Miles Davis
In a Silent Way
(1969) Live-Evil
(1970)
Bitches Brew est un album de jazz fusion (aussi appelé jazz-rock) du compositeur et trompettiste de jazz américain Miles Davis sorti en 1970.

## Historique
Miles Davis incorpore plusieurs instruments électrifiés, tels que le piano et la guitare, et s’affranchit des règles et des conventions du jazz traditionnel en adoptant un style nouveau fait d’improvisations modales influencées par la musique funk et le rock (notamment Sly and the Family Stone, James Brown, Grateful Dead ou encore Jimi Hendrix). Davis continue l'aventure pour ce disque avec les mêmes talents de renom révélés par l'album précédent In a Silent Way : John McLaughlin, Bennie Maupin et Joe Zawinul. Wayne Shorter reste le seul musicien de son deuxième quintet historique.
Avec l’album Hot Rats de Frank Zappa (enregistré le même jour, mais sorti avant), l'album inaugure le style jazz-rock ou fusion, et rencontre un grand succès public, tant chez les rockers que les jazzmen, même s'il rebute des amateurs de jazz traditionnel. L'influence de Bitches Brew sera considérable en créant un genre musical nouveau, qui sera poursuivi par Davis mais aussi par ses musiciens Herbie Hancock, Wayne Shorter, Joe Zawinul et John McLaughlin.
L’album a été diffusé initialement sous forme d’un double LP. En 1998, il a été commercialisé en coffret de quatre CD, comprenant l'intégrale des séances d'enregistrement studio qui ont été faites jusqu’en février 1970 : The Complete Bitches Brew Sessions.
L'album devait d'abord s'appeler Witches Brew. Betty Davis, compagne de Miles à l'époque, a l'idée de changer la première lettre du titre.
La pochette de l’album ainsi que celles de Live-Evil et d'Abraxas du groupe de rock Santana sont issues de peintures de Mati Klarwein.

## L’enregistrement
Bitches Brew a été enregistré en trois jours (19-21 août 1969).
Suivant son habitude, Miles Davis a appelé des musiciens pour participer à l’enregistrement de cet album peu de temps avant l’enregistrement et avec un minimum de répétitions, les musiciens ayant peu ou pas d’idées sur ce qu’ils allaient jouer.
Miles Davis donnait ses instructions avant et pendant l’enregistrement, donnant le tempo et indiquant quand les musiciens devaient jouer un solo.
Davis a composé la plupart des titres, à l’exception de deux morceaux importants, Pharaoh's Dance, composé par Joe Zawinul, et la ballade Sanctuary, composée par Wayne Shorter. De manière surprenante, l’album donne deux prises successives de Sanctuary.
Contrairement au style cool qui le caractérisait jusqu’ici, Miles Davis joue ici de manière agressive, dans le registre haut de sa trompette, par exemple dans Miles Runs the Voodoo Down.
Davis n’utilise pas le swing habituel au jazz et fait jouer du funk, à la manière de James Brown et Sly and the Family Stone, par sa section rythmique.
Il a innové aussi en faisant jouer simultanément plusieurs pianistes, batteurs et bassistes en même temps, et surtout en utilisant des pianos et guitares basses électriques.
La longueur des morceaux joués était aussi inhabituelle dans le jazz : un seul morceau est joué sur chaque face du premier disque.

## Réception
Bitches Brew a été vendu à un demi-million d'exemplaires dès 1973, puis a atteint le million en 2003,.
Il a obtenu le Grammy Award du meilleur album de grand ensemble de jazz en 1970 et a été certifié Disque d'or aux États-Unis en 1973, puis disque de platine en 2003.
En 2003 ainsi qu'en 2012, l'album est classé au 95e rang par le magazine Rolling Stone parmi les 500 plus grands albums de tous les temps. Il est également cité dans l'ouvrage de référence de Robert Dimery Les 1001 albums qu'il faut avoir écoutés dans sa vie et dans un grand nombre d'autres listes.

## Titres de l’album
| 1. | Pharaoh's Dance | Joe Zawinul | 20:06 |

| 2. | Bitches Brew | Miles Davis | 27:00 |

| 3. | Spanish Key     | Miles Davis | 17:34 |
| 4. | John McLaughlin | Miles Davis | 4:26  |

| 5. | Miles Runs the Voodoo Down | Miles Davis   | 14:04 |
| 6. | Sanctuary                  | Wayne Shorter | 11:01 |

| 7. | Feio | Wayne Shorter | 11:51 |

## Musiciens
Sur Bitches Brew, John McLaughlin et Sanctuary
- Miles Davis – trompette
- Wayne Shorter – saxophone soprano
- Bennie Maupin – clarinette basse
- Joe Zawinul – piano électrique (gauche)
- Chick Corea – piano électrique (droite)
- John McLaughlin – guitare électrique
- Dave Holland – basse
- Harvey Brooks – basse électrique
- Lenny White – batterie (gauche)
- Jack DeJohnette – batterie (droite)
- Don Alias – congas
- Juma Santo (crédité sous le nom de "Jim Riley") – shaker, congas

Sur Miles Runs the Voodoo Down
- Miles Davis – trompette
- Wayne Shorter – saxophone soprano
- Bennie Maupin – clarinette basse
- Joe Zawinul – piano électrique (gauche)
- Chick Corea – piano électrique (droite)
- John McLaughlin – guitare électrique
- Dave Holland – basse électrique
- Harvey Brooks – basse électrique
- Don Alias – batterie (gauche)
- Jack DeJohnette – batterie (droite)
- Juma Santos (crédité sous le nom de "Jim Riley") – congas

Sur Spanish Key et Pharaoh's Dance
- Miles Davis – trompette
- Wayne Shorter – saxophone soprano
- Bennie Maupin – clarinette basse
- Joe Zawinul – piano électrique (gauche)
- Larry Young – piano électrique (centre)
- Chick Corea – piano électrique (droite)
- John McLaughlin – guitare électrique
- Dave Holland – Contrebasse
- Harvey Brooks – basse électrique
- Lenny White – batterie (gauche)
- Jack DeJohnette – batterie (droite)
- Don Alias – congas
- Juma Santos (crédité sous le nom de "Jim Riley") – Shaker

Sur Feio
- Miles Davis – trompette
- Wayne Shorter – saxophone soprano
- Bennie Maupin – clarinette basse
- Joe Zawinul – piano électrique (gauche)
- Chick Corea – piano électrique (droite)
- John McLaughlin – guitare électrique
- Dave Holland – basse électrique
- Billy Cobham – batterie (gauche)
- Jack DeJohnette – batterie (droite)
- Airto Moreira – percussion, cuíca

## Production
- Teo Macero